# Chōfu
Chōfu (japanisch 調布市, -shi) ist eine Stadt in der Präfektur Tokio, etwa 20 km westlich vom Zentrum Tokios.

## Geschichte
Das Gebiet der späteren Stadt Chōfu war spätestens seit der Jōmon-Zeit besiedelt, bis zur Edo-Zeit entstanden 18 einzelne Dörfer.
1893 wurde das Gebiet der Präfektur Tokio zugeschlagen. Am 1. April 1955 wurde schließlich mit der Zusammenlegung der beiden Gemeinden Chōfu-machi und Jindai-machi die Stadt Chōfu gegründet, die damals ca. 45.000 Einwohner hatte.

## Geographie
Chōfu liegt am linken Ufer des Tama, der die Grenze zu Kawasaki (Kanagawa) und Inagi im Süden und Südosten markiert. Im Westen grenzt Chōfu an Fuchū, im Norden an Koganei und Mitaka und im Osten an Setagaya und Komae.

## Verkehr
Etwa drei Kilometer nördlich vom Stadtzentrum gibt es den kleinen Flughafen Chōfu.
- Straße:
  - Chūō-Autobahn: nach Tōkyō oder Nagoya
  - Nationalstraße 20: nach Tōkyō oder Shiojiri
- Zug:
  - Keiō-Linie: nach Shinjuku

## Söhne und Töchter der Stadt
- Kondō Isami (1834–1868), Samurai
- Masato Nakamura (* 1958), Komponist und Bassist
- Ikuo Yamahana (* 1967), Politiker
- Mika Ninagawa (* 1972), Photographin und Filmregisseurin
- Sae Nakazawa (* 1983), Judoka
- Tomofumi Naitō (* 1993), Skispringer
- Ryōhei Shirasaki (* 1993), Fußballspieler
- Hiroki Sugajima (* 1995), Fußballspieler
- Rei Hirakawa (* 2000), Fußballspieler
- Yukiya Uda (* 2001), Tischtennisspieler

## Sport
Das Ajinomoto-Stadion ist die Heimat der Fußballvereine FC Tokyo und Tokyo Verdy aus der J. League. Das Stadion war auch einer der Austragungsorte der Rugby-Union-Weltmeisterschaft 2019.

## Angrenzende Städte und Gemeinden
- Präfektur Tokio
  - Tokio: Stadtbezirk Setagaya
  - Fuchū
  - Koganei
  - Mitaka
  - Inagi
  - Komae
- Präfektur Kanagawa
  - Kawasaki

## Städtepartnerschaften
- Kijimadaira, Japan